# 那賀川町小延
那賀川町小延（なかがわちょうこのぶ）は、徳島県阿南市の大字。2010年10月1日現在の人口は192人、世帯数は67世帯。郵便番号は〒779-1116。

## 地理
阿南市の北部に位置。西は那賀川町島尻、東は那賀川町江野島、南は那賀川町敷地・那賀川町黒地に接する。稲作中心の農業地帯であるが、ほとんどが兼業農家。

### 河川
- 太田川

## 歴史
2006年（平成18年）3月20日に那賀郡那賀川町が阿南市と合併し、阿南市那賀川町小延になる。

## 施設
- 徳島駐屯地
- 日吉神社
- 真福寺

## 交通

### 道路
国道
- 国道55号（阿南道路）